# Доведення без слів
У математиці доведення без слів (або візуальна демонстрація) — це доведення тотожності або математичного твердження, яке можна продемонструвати як очевидне за допомогою схеми, малюнка, без будь-якого супровідного пояснювального тексту. Такі доведення вважаються більш елегантними, ніж математично більш строгі, через їх очевидний характер.
Візуальні доведення доповнюють формальні словесні (письмові) доведення.

## Приклади

### Сума непарних чисел

Доведення без слів теореми про суму непарних чисел.

Твердження, що сума будь-якої кількості послідовних непарних чисел (починаючи з 1) завжди дорівнює квадрату кількості чисел, які додаються, можна продемонструвати доведенням без слів, яке показане на малюнку праворуч.
Перший квадрат утворений 1 блоком: 1 = 1= 12
Другий квадрат утворений 1 чорним блоком і смужкою з 3 білих блоків: 1+3 = 4= 22
Наступний квадрат утворений 1 чорним блоком, смужками з 3 білих та 5 чорних блоків: 1+3+5 = 9=32

Цей процес можна продовжувати нескінченно довго.

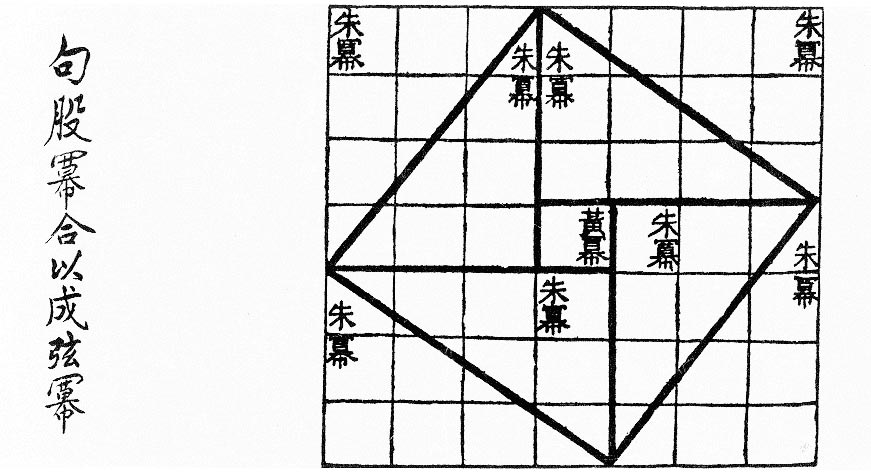
Візуальне доведення теореми Піфагора для трикутника (3, 4, 5) з книги «Чу Пей» 500—200 до н. е.

### ТеоремаПіфагора
Теорема Піфагора має багато доведень без слів. 
Існує як мінімум 114 найрізноманітніших підходів до доведення цієї теореми.

Написана між 500 до н. е. і 200 до н. е., китайська математична книга «Чу Пей» (кит. 周髀算经) дає візуальне доведення теореми Піфагора, яка в Китаї називається теорема Гугу (кит. 勾股定理), для трикутника із сторонами 3, 4, 5. 

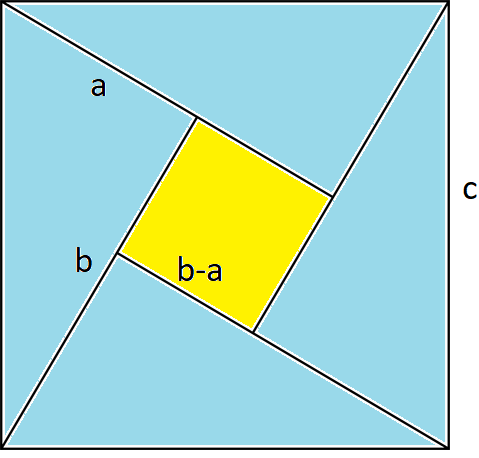
Візуальне доведення теореми Піфагора індійським математиком Бхаскара (1114—1185 до н. е.)

Доведення базується на двох різних обчисленнях площі великого квадрата та дає відоме співвідношення між сторонами прямокутного трикутника: {\displaystyle a^{2}+b^{2}=c^{2}}
Хоч це доведення не є найбільш ілюстративним, та заслуговує на те, щоб бути відомим, як одне з найдавніших відомих доведень цієї теореми.
Індійський математик Бхаскара (1114—1185 до н. е.) довів теорему Піфагора, намалювавши простий малюнок малюнок.
Обчислюємо площу великого квадрата двома способами: S={\displaystyle c^{2}}
Площа великого квадрата дорівнює сумі площ чотирьох прямокутних трикутників та маленького квадрата{\displaystyle S=4\cdot {\frac {ab}{2}}+(b-a)^{2}=2ab+b^{2}-2ab+a^{2}=a^{2}+b^{2}}
{\displaystyle c^{2}=a^{2}+b^{2}}

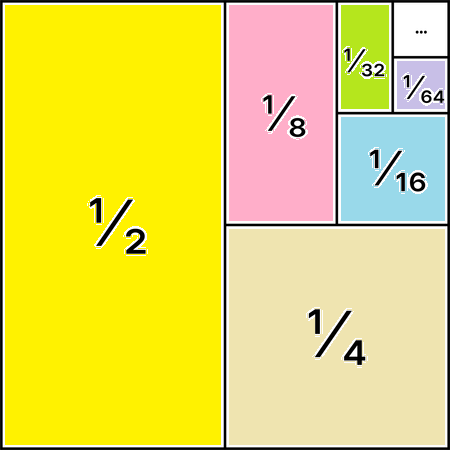
Візуальне обчислення суми нескінченної спадної геометричної прогресії

Серед стародавніх індійських математиків практика словесного доведення не користувалася особливою популярністю — вони любили візуальні. Саме в стародавній Індії, як припускають вчені, зародилися перші поняття візуальних доведень

### Сума нескінченної спадноїгеометричної прогресії
Квадрат зі стороною 1 розділили на частини. З малюнка видно, що площа одиничного квадрата дорівнює сумі площ його частин

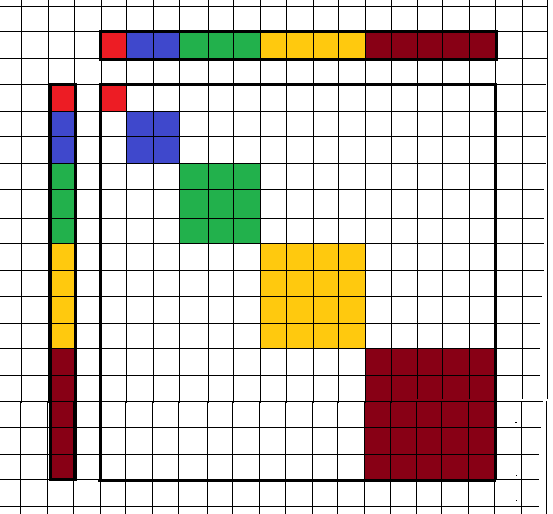
Мал.1 Візуальне обчислення суми кубів

{\displaystyle {\frac {1}{2}}+{\frac {1}{4}}+{\frac {1}{8}}+{\frac {1}{16}}+...=1}

### Сума кубів
У теорії чисел існує цікавий зв'язок між сумою послідовних кубів набору натуральних чисел і квадратом суми відповідних чисел. Виглядає це наступним чином:
{\displaystyle 1^{3}+2^{3}+3^{3}+...+n^{3}=(1+2+3+...+n)^{2}}

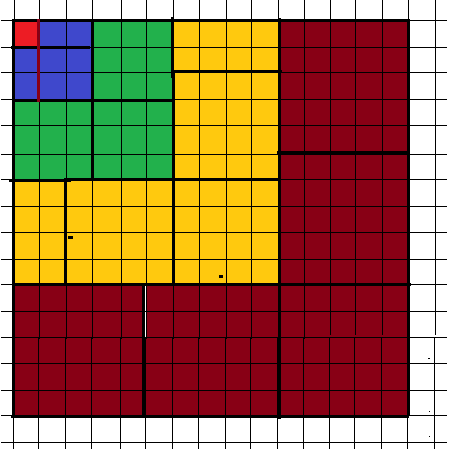
Мал. 2 Візуальне обчислення суми кубів

На малюнках зображено візуальне доведення рівності для n=5
Площа великого квадрата (мал. 1) дорівнює {\displaystyle (1+2+3+4+5)^{2}}
Площа цього ж квадрата (мал. 2) дорівнює {\displaystyle 5\cdot 5^{2}+4\cdot 4^{2}+3\cdot 3^{2}+2\cdot 2^{2}+5\cdot 5^{2}+1\cdot 1^{2}=5^{3}+4^{3}+3^{3}+2^{3}+1^{3}}
Для інших значень n доведення аналогічне.

### Формули скороченого множення
Візуалізуємо доведення формули скороченого множення {\displaystyle x^{2}-y^{2}=(x+y)(x-y)}

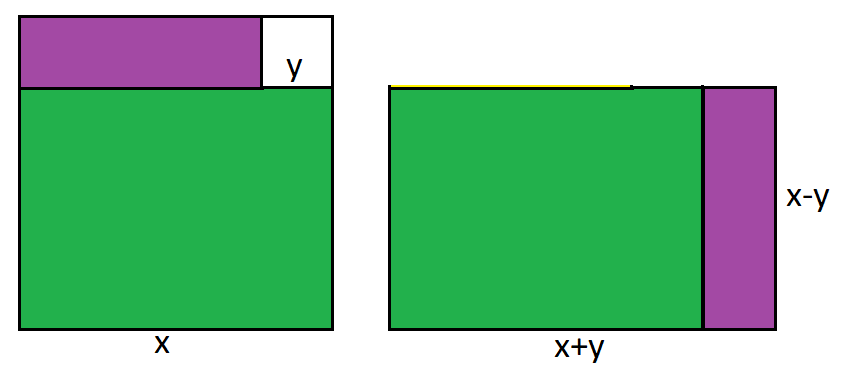
Візуальне доведення формули скороченого множення

На першому малюнку площа зафарбованої частини квадрата дорівнює
{\displaystyle x^{2}-y^{2}}
Якщо фіолетовий прямокутник перекласти так, як показано на другому малюнку, то отримаємо прямокутник, площа якого дорівнює (x+y)(x-y)

## Публікації
Журнал «Математика» та « Математичний журнал коледжу» публікують постійну рубрику під назвою «Доведення без слів», що містить, візуальні доведення. На вебсайтах «Мистецтво вирішення проблем» та USAMTS працюють аплети Java, що ілюструють доведення без слів.

## Дивитися також
- Теорема про піцу[en]
- Візуальне числення[en]
- Філософія математики
- Сума степенів цілих чисел (формула Фаульхабера[fr]),
- Нерівність Єнсена